# حيوانات مذيلة
حيوانات مُذيلة (الاسم العلمي: Cercozoa)، هي مجموعة من حقيقيات النوى أحادية الخلية. وهي تفتقر إلى الخصائص المورفولوجية المشتركة على المستوى المجهري، والتي يتم تحديدها من خلال سلالات جزيئية من الرنا الريبوزي والأكتين أو بوليوبيكويتين. هي حيوانات مفترسة طبيعية للعديد من أنواع الجراثيم والعتائق.